# Tenaphalara dimocarpi
Tenaphalara dimocarpi är en insektsart som beskrevs av Yang och Li 1985. Tenaphalara dimocarpi ingår i släktet Tenaphalara och familjen Carsidaridae. Inga underarter finns listade i Catalogue of Life.